# Národnostní menšiny v Číně

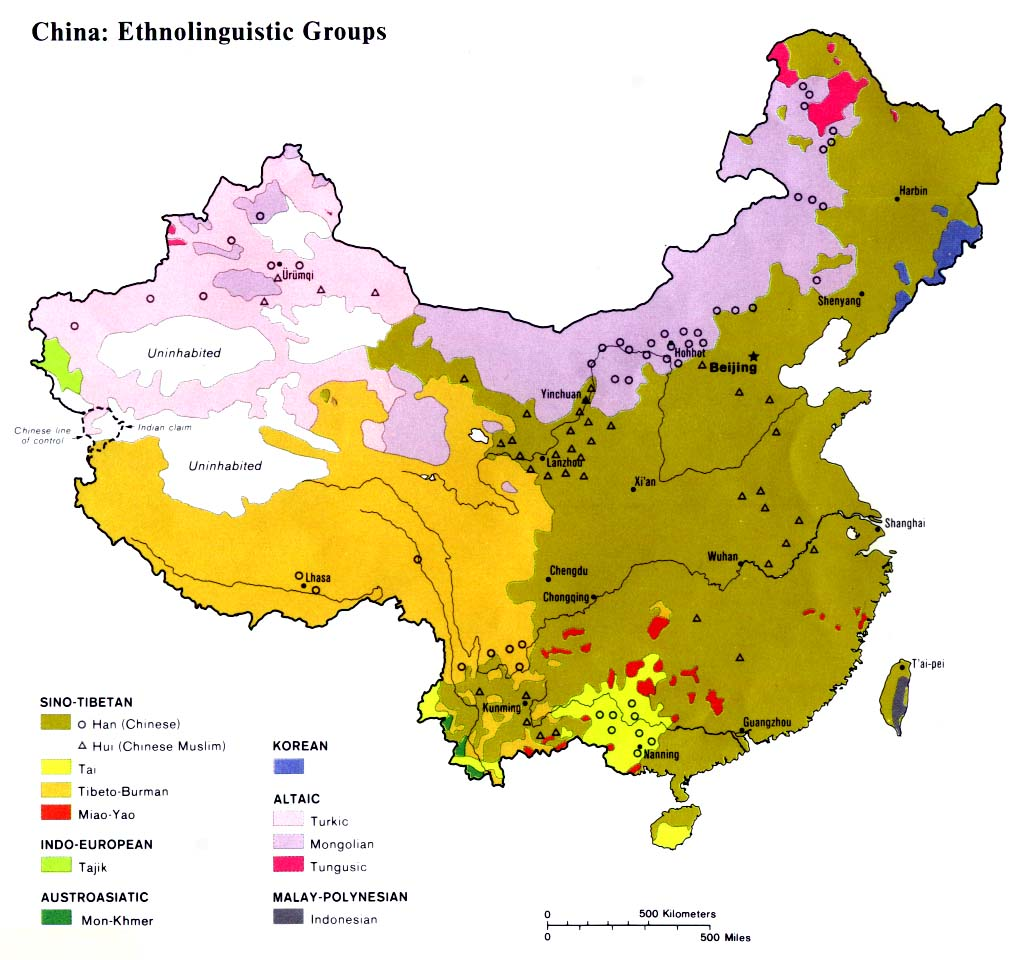
Národy žijící v Číně:
Chanové
Miaové a Jaové
národy tajsko-kadajské jazykové skupiny
Tibeťané a národy tibeto-barmské jazykové skupiny
Ujgurové
Mongolové
tunguzské národy
Korejci

Za národnostní menšiny v Číně jsou považovány nechanské národy a etnika žijící na území Číny, resp. Čínské lidové republiky (ČLR). Naprostou většinu, přes 91 %, obyvatelstva ČLR tvoří Chanové, oficiálně úřady ČLR uznávají 55 menšinových národů. Roku 2010 patřilo k národnostním menšinám 8,49 % obyvatelstva.

## Historie menšin v ČLR
V roce 1949, kdy se Komunistická strana Číny dostala k moci, tvořily menšiny v Číně méně než šest procent celkové populace A přestože čínská vláda vyvíjela silný nátlak na chanskou většinu, aby se držela politiky jednoho dítěte a naopak poskytuje menšinám v tomto směru výhody, podíl menšin na celkové populaci stoupá jen velmi pomalu. Nicméně za šest desetiletí trvání Čínské lidové republiky se postupně výrazně zvětšil. V roce 2010 menšiny tvořily už 8,49% obyvatel.

## Politika čínské vlády vůči etnickým menšinám
Přesto, že se tedy mohou zdát menšiny pro čínskou vládu nevýznamné, opak je pravdou. Jedním z důvodů je fakt, že většina menšin žije v oblastech okolo hranic a existují obavy, že sousední státy by této situace mohly využít a infiltrovat své příslušníky menšin mezi ty čínské a následně vyvolávat nepokoje. Další příčinou jsou obavy, že některé z menšin (a to zejména mongolská a kazašská), by se mohly stát základnou pro hnutí za znovusjednocení s jejich domovskou zemí (iredentismus).
Oblasti obývané čínskými menšinami tvoří asi 60 % celkové plochy Číny, a jsou ve srovnání s oblastmi obývanými Chany, velmi řídce obydleny, a proto mají skvělý potenciál přijímat budoucí migranty. Nachází se zde přibližně 80 % zásob masa, mléka a zvířat na vlnu a oblast je i významným nalezištěm materiálních zdrojů.
V době, kdy byl u moci Mao, byly oblasti osídlované čínskými menšinami pod drobnohledem komunistické strany, protože měly dokázat, že principy socialismu jsou aplikovatelné i v jiných oblastech, než jen v těch, osídlených chanskými Číňany. V několika posledních letech jsou oblasti osídlené čínskými menšinami, především díky svým krásným scenériím a možnosti vidět tradiční kulturu a umění menšin, vyhledávaným cílem turistů, a z toho důvodu nejsou ani dnes čínskou vládou přehlíženy.

## Obyvatelstvo ČLR podle národností
| Národnost                | Národnost čínsky (pchin-jin, znaky) | Početnost     | Regiony, v nichž převážně žijí                                                        |
| ------------------------ | ----------------------------------- | ------------- | ------------------------------------------------------------------------------------- |
| Celkem obyvatel          |                                     | 1 242 612 226 | všechny regiony                                                                       |
| Chanové                  | Hàn Zú, 汉族                        | 1 137 386 112 | všechny regiony                                                                       |
| Čuangové                 | Zhuàng Zú, 壮族                     | 16 178 811    | Kuang-si, Jün-nan, Kuang-tung, Kuej-čou                                               |
| Mandžuové                | Mǎn Zú, 满族                        | 10 682 262    | Liao-ning, Chej-lung-ťiang, Ťi-lin, Che-pej, Peking, Vnitřní Mongolsko                |
| Chuejové                 | Huí Zú, 回族                        | 9 816 805     | Ning-sia, Kan-su, Che-nan, Sin-ťiang, Čching-chaj, Jün-nan, Che-pej, Šan-tung a další |
| Miaové (Hmong)           | Miáo Zú, 苗族                       | 8 940 116     | Kuej-čou, Jün-nan, Chu-nan, Kuang-si, Čchung-čching                                   |
| Ujgurové                 | Wéiwú'ěr Zú, 维吾尔族               | 8 399 393     | Sin-ťiang, Chu-nan                                                                    |
| Tchuťiaové               | Tǔjiā Zú, 土家族                    | 8 028 133     | Chu-nan, Chu-pej, Čchung-čching, Kuej-čou                                             |
| Iové                     | Yí Zú, 彝族                         | 7 762 272     | S’-čchuan, Jün-nan, Kuej-čou, Kuang-si                                                |
| Mongolové                | Měnggǔ Zú, 蒙古族                   | 5 813 947     | Vnitřní Mongolsko, Liao-ning                                                          |
| Tibeťané                 | Zàng Zú, 藏族                       | 5 416 021     | Tibet, S’-čchuan, Čching-chaj, Kan-su, Jün-nan                                        |
| Pujiové                  | Bùyī Zú, 布依族                     | 2 971 460     | Kuej-čou                                                                              |
| Tungové (Kamové)         | Dòng Zú, 侗族                       | 2 960 293     | Kuej-čou, Chu-nan, Kuang-si                                                           |
| Jaové                    | Yáo Zú, 瑶族                        | 2 637 421     | Kuang-si, Chu-nan, Jün-nan, Kuang-tung, Kuej-čou                                      |
| Korejci                  | Cháoxiān Zú, 朝鲜族                 | 1 923 842     | Ťi-lin, Chej-lung-ťiang, Liao-ning, Vnitřní Mongolsko                                 |
| Pajové                   | Bái Zú, 白族                        | 1 858 063     | Jün-nan, Chu-nan                                                                      |
| Chaniové                 | Hāní Zú, 哈尼族                     | 1 439 673     | Jün-nan                                                                               |
| Kazaši                   | Hāsàkè Zú, 哈萨克族                 | 1 250 458     | Sin-ťiang, Kan-su                                                                     |
| Liové                    | Lí Zú, 黎族                         | 1 247 814     | Kuang-tung                                                                            |
| Tajové                   | Dǎi Zú, 傣族                        | 1 158 989     | Jün-nan                                                                               |
| Šeové                    | Shē Zú, 畲族                        | 709 592       | Fu-ťien, Če-ťiang, Ťiang-si, Kuang-tung                                               |
| Lisuové                  | Lìsù Zú, 傈僳族                     | 634 912       | Jün-nan, S’-čchuan                                                                    |
| Kelaové                  | Gēlǎo Zú, 仡佬族                    | 579 357       | Kuej-čou, Kuang-si                                                                    |
| Tungsiangové             | Dōngxiāng Zú, 东乡族                | 513 805       | Kan-su, Sin-ťiang                                                                     |
| Lachuové                 | Lāhù Zú, 拉祜族                     | 453 705       | Jün-nan                                                                               |
| Šuejové                  | Shuǐ Zú, 水族                       | 406 902       | Kuej-čou, Kuang-si                                                                    |
| Waové                    | Wǎ Zú, 佤族                         | 396 610       | Jün-nan                                                                               |
| Nasiové                  | Nàxī Zú, 纳西族                     | 308 839       | Jün-nan, S’-čchuan                                                                    |
| Čchiangové               | Qiāng Zú, 羌族                      | 306 072       | S’-čchuan                                                                             |
| Monguorové (čín.Tchu)    | Tǔ Zú, 土族                         | 241 198       | Čching-chaj, Kan-su                                                                   |
| Mulamové                 | Mùlǎo Zú, 仫佬族                    | 207 352       | Kuang-si                                                                              |
| Šive (Šivejci)           | Xībó Zú, 锡伯族                     | 188 824       | Sin-ťiang, Liao-ning, Ťi-lin                                                          |
| Kyrgyzové                | Kē'ěrkèzī Zú, 柯尔克孜族            | 160 823       | Sin-ťiang                                                                             |
| Dagurové                 | Dáwò'ěr Zú, 达斡尔族                | 132 394       | Vnitřní Mongolsko, Chej-lung-ťiang, Sin-ťiang                                         |
| Kačjinové (čín.Ťingpcho) | Jǐngpō Zú, 景颇族                   | 132 143       | Jün-nan                                                                               |
| Maonanové                | Máonán Zú, 毛南族                   | 107 166       | Kuang-si                                                                              |
| Salarové                 | Sālā Zú, 撒拉族                     | 104 503       | Čching-chaj, Kan-su                                                                   |
| Blangové                 | Bùlǎng Zú , 布朗族                  | 91 882        | Jün-nan                                                                               |
| Tádžikové                | Tǎjíkè Zú, 塔吉克族                 | 41 028        | Sin-ťiang                                                                             |
| Ačchangové               | Āchāng Zú, 阿昌族                   | 33 936        | Jün-nan                                                                               |
| Pchumiové                | Pǔmǐ Zú, 普米族                     | 33 600        | Jün-nan                                                                               |
| Evenkové                 | Èwēnkè Zú, 鄂温克族                 | 30 505        | Vnitřní Mongolsko, Chej-lung-ťiang                                                    |
| Nuové                    | Nù Zú, 怒族                         | 28 759        | Jün-nan                                                                               |
| Ťingové                  | Jīng Zú, 京族                       | 22 517        | Kuang-si                                                                              |
| Ťinuové                  | Jīnuò Zú, 基诺族                    | 20 899        | Jün-nan                                                                               |
| Palaungové/Teangové      | Dé'áng Zú, 德昂族                   | 17 935        | Jün-nan                                                                               |
| Paoanové                 | Bǎo'ān Zú, 保安族                   | 16 505        | Kan-su                                                                                |
| Rusové                   | Éluósī Zú, 俄罗斯族                 | 15 609        | Sin-ťiang                                                                             |
| Jugurové                 | Yùgù Zú, 裕固族                     | 13 719        | Kan-su                                                                                |
| Uzbeci                   | Wūzībiékè Zú, 乌孜别克族            | 12 370        | Sin-ťiang                                                                             |
| Mönpové                  | Ménbā Zú, 门巴族                    | 8 923         | Tibet                                                                                 |
| Oročonové (Oročenové)    | Èlúnchūn Zú, 鄂伦春族               | 8 196         | Vnitřní Mongolsko, Chej-lung-ťiang                                                    |
| Tulungové                | Dúlóng Zú, 独龙族                   | 7 426         | Jün-nan                                                                               |
| Tataři                   | Tǎtǎ'ěr Zú, 塔塔尔族                | 4 890         | Sin-ťiang                                                                             |
| Nanajci                  | Hèzhé Zú, 赫哲族                    | 4 640         | Chej-lung-ťiang                                                                       |
| Tchajwanci (domorodí)    | Gāoshān Zú, 高山族                  | 4 461         | Fu-ťien                                                                               |
| Lhopové                  | Luòbā Zú, 珞巴族                    | 2 965         | Tibet                                                                                 |
| Neurčená národnost       |                                     | 734 438       |                                                                                       |
| Zahraniční původ         |                                     | 941           |                                                                                       |